# Ливенка (Павловський район)
Ливенка (рос. Ливенка) — село у Павловському районі Воронезької області Російської Федерації.
Населення становить 1049 осіб. Входить до складу муніципального утворення Ливенське сільське поселення.

## Історія
Населений пункт розташований у межах суцільної української етнічної території, на теренах Східної Слобожанщини.
Від 1928 року належить до Павловського району, спочатку у складі Центрально-Чорноземної області, а від 1934 року — Воронезької області.
Згідно із законом від 15 жовтня 2004 року входить до складу муніципального утворення Ливенське сільське поселення.

## Населення
| 1802 | 1857  | 1980  | 2009  | 2010  |
| ---- | ----- | ----- | ----- | ----- |
| 1533 | ↗2223 | ↗4113 | ↘1079 | ↘1049 |